# CCR Aeroportos
A CCR Aeroportos é uma empresa privada vinculada a Motiva. Apresentou a identidade visual de sua subsidiária em fevereiro de 2022 após a homologação como vencedora da concessão  de aeroportos brasileiros promovida pelo Governo Federal através do Ministério da Infraestrutura em 2021, arrematando dois dos três blocos de concessão. Possui também a participação na concessão do Aeroporto Internacional de Belo Horizonte-Confins (BH Airport) juntamente com a Zurich Airport Brasil e a Infraero, além de outros aeroportos fora do território brasileiro como o Aeroporto Internacional Mariscal Sucre, em Quito no Equador, Aeroporto Internacional Juan Santamaría, em San José na Costa Rica e o Aeroporto Internacional Hato em Curaçao.
Além da administração de aeroportos, a CCR Aeroportos administrou de uma empresa de serviços aeroportuários nos Estados Unidos chamada Total Airport Services (TAS), mas informou através de fato relevante, no dia 9 de maio de 2022 a alienação da totalidade de sua participação, correspondente à 70%.
A CCR Aeroportos também venceu a concessão realizada através do Governo do Estado de Minas Gerais para administração do Aeroporto da Pampulha localizado no município de Belo Horizonte no estado de Minas Gerais.
Somadas, as concessões dos aeroportos brasileiros e internacionais, a CCR Aeroportos passa a assumir a administração de 20 aeroportos no mundo.

## Aeroportos administrados pela CCR Aeroportos
| País       | Região          | Estado            | Aeroporto                                | Início Concessão    |
| ---------- | --------------- | ----------------- | ---------------------------------------- | ------------------- |
| Curaçau    | América Central | Exterior          | Aeroporto Internacional de Curacao       |                     |
| Brasil     | Sudeste         | Minas Gerais      | Aeroporto Internacional de Confins-BH    | 7 de maio de 2014   |
| Brasil     | Sul             | Paraná            | Aeroporto de Bacacheri                   | 09 de março de 2022 |
| Brasil     | Sul             | Paraná            | Aeroporto de Londrina                    | 09 de março de 2022 |
| Brasil     | Sul             | Santa Catarina    | Aeroporto de Joinville                   | 09 de março de 2022 |
| Brasil     | Sul             | Rio Grande do Sul | Aeroporto Internacional de Bagé          | 09 de março de 2022 |
| Brasil     | Sul             | Rio Grande do Sul | Aeroporto Internacional de Pelotas       | 09 de março de 2022 |
| Brasil     | Sul             | Rio Grande do Sul | Aeroporto Internacional de Uruguaiana    | 09 de março de 2022 |
| Brasil     | Norte           | Tocantins         | Aeroporto de Palmas                      | 09 de março de 2022 |
| Brasil     | Nordeste        | Pernambuco        | Aeroporto Internacional de Petrolina     | 09 de março de 2022 |
| Brasil     | Nordeste        | Maranhão          | Aeroporto de Imperatriz                  | 09 de março de 2022 |
| Brasil     | Nordeste        | Maranhão          | Aeroporto Internacional de São Luís      | 24 de março de 2022 |
| Brasil     | Nordeste        | Piauí             | Aeroporto de Teresina                    | 24 de março de 2022 |
| Brasil     | Centro-Oeste    | Goiás             | Aeroporto Internacional de Goiânia       | 24 de março de 2022 |
| Brasil     | Sul             | Paraná            | Aeroporto Internacional de Curitiba      | 31 de março de 2022 |
| Brasil     | Sul             | Paraná            | Aeroporto Internacional de Foz do Iguaçu | 31 de março de 2022 |
| Brasil     | Sul             | Santa Catarina    | Aeroporto Internacional de Navegantes    | 31 de março de 2022 |
| Brasil     | Sudeste         | Minas Gerais      | Aeroporto de Belo Horizonte - Pampulha   | 1 de maio de 2022   |
| Costa Rica | América Central | Exterior          | Aeroporto Internacional de San Jose      |                     |
| Equador    | América do Sul  | Exterior          | Aeroporto Internacional de Quito         |                     |

## Estatísticas
| Rank | #       | Aeroporto                                | País       | Estado            | Passageiros | Referências |
| --- | ------- | ---------------------------------------- | ---------- | ----------------- | ----------- | ----------- |
| 1 | Estável | Aeroporto Internacional de Confins-BH    | Brasil     | Minas Gerais      | 12 357 280  | [ 3 ]       |
| 2 | 1       | Aeroporto Internacional de San Jose      | Costa Rica | Exterior          | 6 204 906   | [ 4 ]       |
| 3 | 1       | Aeroporto Internacional de Curitiba      | Brasil     | Paraná            | 5 663 826   | [ 5 ]       |
| 4 | 1       | Aeroporto Internacional de Quito         | Equador    | Exterior          | 5 300 000 * | [ 6 ]       |
| 5 | 1       | Aeroporto Internacional de Goiânia       | Brasil     | Goiás             | 3 470 081   | [ 5 ]       |
| 6 | Estável | Aeroporto Internacional de Navegantes    | Brasil     | Santa Catarina    | 2 196 950   | [ 5 ]       |
| 7 | 1       | Aeroporto Internacional de Curacao       | Curaçau    | Exterior          | 2 117 605   | [ 7 ]       |
| 8 | 1       | Aeroporto Internacional de Foz do Iguaçu | Brasil     | Paraná            | 2 037 569   | [ 5 ]       |
| 9 | Estável | Aeroporto Internacional de São Luís      | Brasil     | Maranhão          | 1 626 739   | [ 5 ]       |
| 10 | Estável | Aeroporto de Teresina                    | Brasil     | Piauí             | 1 089 306   | [ 5 ]       |
| 11 | Estável | Aeroporto de Londrina                    | Brasil     | Paraná            | 786 157     | [ 5 ]       |
| 12 | Estável | Aeroporto de Palmas                      | Brasil     | Tocantins         | 719 572     | [ 5 ]       |
| 13 | Estável | Aeroporto de Petrolina                   | Brasil     | Pernambuco        | 531 523     | [ 5 ]       |
| 14 | 1       | Aeroporto de Joinville                   | Brasil     | Santa Catarina    | 486 260     | [ 5 ]       |
| 15 | 1       | Aeroporto de Imperatriz                  | Brasil     | Maranhão          | 350 786     | [ 5 ]       |
| 16 | 4       | Aeroporto de Belo Horizonte-Pampulha     | Brasil     | Minas Gerais      | 190 803     | [ 5 ]       |
| 17 | 1       | Aeroporto Internacional de Pelotas       | Brasil     | Rio Grande do Sul | 109 282     | [ 5 ]       |
| 18 | 1       | Aeroporto Internacional de Uruguaiana    | Brasil     | Rio Grande do Sul | 27 956      | [ 5 ]       |
| 19 | 1       | Aeroporto Internacional de Bagé          | Brasil     | Rio Grande do Sul | 1 798       | [ 5 ]       |
| Considera-se Passageiros Pagos: embarques + desembarques, aviação geral e comercial Não foram localizados dados do Aeroporto de Bacacheri * Valor aproximado |         |                                          |            |                   |             |             |

| Rank | Aeroporto                                | País   | Estado            | Carga + Descarga | Referências |
| --- | ---------------------------------------- | ------ | ----------------- | ---------------- | ----------- |
| 1 | Aeroporto Internacional de Confins-BH    | Brasil | Minas Gerais      | 39 312 332       | [ 8 ]       |
| 2 | Aeroporto Internacional de Curitiba      | Brasil | Paraná            | 21 057 583       | [ 9 ]       |
| 3 | Aeroporto Internacional de Goiânia       | Brasil | Goiás             | 15 181 163       | [ 10 ]      |
| 4 | Aeroporto Internacional de São Luís      | Brasil | Maranhão          | 6 608 107        | [ 11 ]      |
| 5 | Aeroporto de Teresina                    | Brasil | Piauí             | 5 396 643        | [ 12 ]      |
| 6 | Aeroporto Internacional de Navegantes    | Brasil | Santa Catarina    | 4 218 996        | [ 13 ]      |
| 7 | Aeroporto de Palmas                      | Brasil | Tocantins         | 2 063 154        | [ 14 ]      |
| 8 | Aeroporto de Londrina                    | Brasil | Paraná            | 1 279 085        | [ 15 ]      |
| 9 | Aeroporto de Joinville                   | Brasil | Santa Catarina    | 857 743          | [ 16 ]      |
| 10 | Aeroporto de Imperatriz                  | Brasil | Maranhão          | 829 530          | [ 17 ]      |
| 11 | Aeroporto de Petrolina                   | Brasil | Pernambuco        | 751 420          | [ 18 ]      |
| 12 | Aeroporto Internacional de Foz do Iguaçu | Brasil | Paraná            | 657 281          | [ 19 ]      |
| 13 | Aeroporto de Belo Horizonte-Pampulha     | Brasil | Minas Gerais      | 49 973           | [ 20 ]      |
| 14 | Aeroporto Internacional de Uruguaiana    | Brasil | Rio Grande do Sul | 44 797           | [ 21 ]      |
| 15 | Aeroporto Internacional de Bagé          | Brasil | Rio Grande do Sul | 18 820           | [ 22 ]      |
| 16 | Aeroporto Internacional de Pelotas       | Brasil | Rio Grande do Sul | 11 892           | [ 23 ]      |
| Considera-se Carga Paga + Correios (kg): envios e recebimentos Não foram localizados dados do Aeroporto de Bacacheri |                                          |        |                   |                  |             |